# Hans Christoph Scherer
Hans Christoph Scherer (* 23. Juni 1582 in Herbsleben; † 14. November 1632 in Erfurt) war ein deutscher Amtmann und Diplomat.
Seine Eltern waren Michael Scherer und Esther Quentin. Als Soldat nahm er an einem ungarischen Feldzug gegen die Osmanen teil. Er wurde dann Amtmann der Stadt Erfurt in Großvargula. In dieser Funktion war er 1632 Verhandlungspartner des Schwedenkönigs Gustav Adolf während der Besetzung Erfurts im Dreißigjährigen Krieg. 
Mit seiner Frau Maria Lehmann hatte er sieben Söhne und vier Töchter. Nach seinem Tod 1632 wurde er in der Erfurter Michaeliskirche bestattet. Sein Grabmal besteht noch heute. 